# Jan Krušina I. z Lichtenburka
Jan Krušina I. z Lichtenburka, nebo také Ješek, (okolo 1295 – po 1327) byl český šlechtic z krušinovské větve rodu Lichtenburků.

## Život
Narodil se jako syn Hynka Krušiny I. z Lichtenburka a jeho neznámé manželky, jež byla dcerou Záviše z Falkenštejna. Spolu se svým bratrem Hynkem Krušinou II. z Lichtenburka se v pramenech poprvé objevil v roce 1310 po boku svého otce. Stejně jako jejich otec, tak i Jan s Hynkem používali přízvisko Krušina, kterým se zřejmě označoval ten, kdo bezhlavě drtí vše kolem sebe. Po otci, jenž zemřel okolo roku 1315, oba bratři zdědili polovinu města Brodu (dnešní Havlíčkův Brod) s okolím, kde se těžilo stříbro. Druhou polovinu města vlastnil jejich prastrýc Rajmund z Lichtenburka. Ten však v roce 1319 svůj podíl na Brodu prodal králi Janu Lucemburskému, aby se osvobodil od dluhů. Ještě téhož roku však tentýž podíl od krále zakoupil příbuzný Lichtenburků Jindřich z Lipé. Už následujícího roku (1320) však pán z Lipé vystupoval jako majitel celého Brodu, což znamená, že zřejmě donutil Jana I. a Hynka II. Krušinu, aby mu předali i jeho druhou polovinu. V pramenech Jan Krušina i jeho bratr po roce 1310 znovu figurovali až roku 1323, kdy na hradu Lichnici svědčili na listině syna svého prastrýce Jindřicha II. z Lichtenburka. Další zmínka o Janovi pochází z roku 1327, kdy za 52 kop grošů spolu se svým bratrem prodal notáři Reimbotovi čtvrtinu šachty v Kutné Hoře, což dokazuje, že oba Krušinové byli aktivní v oblasti horního podnikání a investovali do kutnohorských dolů. Po roce 1327 se Jan vytratil z pramenů a patrně brzy poté zemřel. Co všechno po ztrátě Brodu Jan Krušina vlastnil a kde sídlil, není známo. Snad se jeho majetky ještě stále nacházely v původní rodové doméně na Havlíčkobrodsku.

## Potomci
1. manželství ∞ Eva
- Čeněk Krušina Lichtenburka († po 1381) ∞ Dorota
- Jan Krušina II. z Lichtenburka († mezi 1360 a 1373)
- Jitka z Lichtenburka († po 1381) ∞ Bušek z Lelekovic